# Yaginumaella wangdica
Yaginumaella wangdica är en spindelart som beskrevs av Zabka 1981. Yaginumaella wangdica ingår i släktet Yaginumaella och familjen hoppspindlar. Inga underarter finns listade i Catalogue of Life.